# Aino-Kaisa Saarinenová
Aino Kaisa Saarinenová, nepřechýleně Aino-Kaisa Saarinen (* 1. února 1979 Hollola) je bývalá finská běžkyně na lyžích. Je pětinásobnou olympijskou medailistkou a čtyřnásobnou mistryní světa. Je rekordmankou v počtu startů na závodech Světového poháru – v letech 1988 až 2018 nastoupila do 354 individuálních závodů.

## Sportovní kariéra
V dětství se společně se svým dvojčetem Maijou věnovala různým sportům – kromě lyžování závodila také v běhu na 800 metrů, v hodu oštěpem a skoku o tyči. Ve 11 letech si uvědomila, že může být opravdu úspěšná v běhu na lyžích a dala mu přednost před atletikou. Saarinenová závodila ve Světovém poháru od roku 1998. V roce 2005 na mistrovství světa obsadila čtvrté místo v běhu na 30 km. O rok později na zimních olympijských hrách v Turíně dosáhla na první medaili – s Virpi Kuitunenovou byla třetí ve sprintu dvojic. V sezóně 2006/07 obsadila 4. místo v premiérovém ročníku Tour de Ski. Na mistrovství světa v Sapporu přidala další medaili jako členka vítězné finské štafety. Dokázala také poprvé vyhrát závod Světového poháru – v březnu 2007 byla nejrychlejší v běhu na 30 kilometrů klasicky v Oslo.
Velmi úspěšná byla rovněž v sezóně 2008/09 - ve Světovém poháru se po třetím závodě ujala celkového prvenství, které si udržela i po Tour de Ski, na němž obsadila 2. místo. Ve svých třiceti letech se dočkala i první individuální medaile ze šampionátů a olympiád – na mistrovství světa v Liberci se stala mistryní světa v běhu na 10 km klasicky a přidala i vítězství v týmovém sprintu (s Virpi Kuitunenovou) a ve štafetě (s Pirjo Muranenovou, Virpi Kuitunenovou, Riittou-Liisou Roponenovou) a ve skiatlonu byla třetí. Ve Světovém poháru přišla o průběžné vedení až po 24. z 32 závodů, kdy ji předstihla Petra Majdičová a nakonec v celkovém pořadí obsadila 3. místo, což byl její nejlepší výsledek za celou kariéru a po Kirvesniemiové, Matikainenové a Kuitunenové se stala teprve čtvrtou Finkou v historii, která na medailové umístění v klasifikaci Světového poháru dosáhla.
V září 2014 si na soustředění v Ramsau zlomila nohu. Sice se stihla uzdravit do prvního závodu Světového poháru 2014/15 v Kuusamu, ale celkově tato sezóna patřila k jejím nejméně vydařeným a ve Světovém poháru obsadila až 29. místo. Největšího úspěchu sezóny dosáhla na Mistrovství světa ve Falunu, kde rozbíhala finskou ženskou štafetu a ziskem bronzové medaile, která byla již její devátou, vytvořila nový finský ženský rekord v počtu medailí z MS (Virpi Kuitunenová a Marja-Liisa Kirvesniemiová 8 medailí).
Na šampionátu v Lahti 2017 přidala svou desátou medaili, společně s Kerttu Niskanenovou, Laurou Mononenovou a Kristou Pärmäkoskiovou vybojovala bronz ve štafetě. Na tomto turnaji skončila čtrnáctá na 30 kilometrů volným způsobem. O ukončení kariéry po skončení sezóny 2017/18 se rozhodla po závodě v běhu na 30 km na ZOH 2018 v Pchjongčchangu.

## Osobní život
Aino-Kaisa má tři sestry – o deset let starší Terhi, o osm let starší Tarju, která žije v Dánsku, a své dvojče Maiju, která také závodila v běhu na lyžích. Aino-Kaisa Saarinenová se v roce 2012 po jedenáctileté známosti provdala za basketbalistu Toma Gustafssona V listopadu 2015 Saarinenová zveřejnila, že je těhotná, a 2. května 2016 se jí narodila holčička. Její dcera byla pokřtěna 28. května 2016 a dostala jméno Amanda Ellen Gustafssonová.
V září 2016 byla vydána Saarinenové biografie Vůle: Dvě tváře Aino-Kaisy Saarinenové (v originále Tahto: Aino-Kaisa Saarisen kahdet kasvot), jejímž autorem je sportovní novinář Pekka Holopainen.